# 快速倉頡輸入法
快速倉頡輸入法，簡稱快倉，Smart Cangjie，SCJ，是香港人麥志洪改良倉頡輸入法而成的中文輸入法。
該輸入法由1987年開始在倚天中文系統出現，以三碼倉頡為基礎開發，取頭、二和尾碼，即快倉一（第一版快速倉頡輸入法）。其後陸續改善重碼字的編碼分配，並增加編碼用作容納不同字形寫法、繁簡異俗、常見拆字錯誤等等，至2000年完成快倉六和快倉七。2009年，麥志洪更改快倉六編碼表的版權，以GNU通用公共授權條款GPLv3授權方法釋出。

## 特色

### 可當傳統倉頡輸入法使用，亦可隨意輸入快倉編碼以增加速度
快速倉頡輸入法內有兩種輸入法，但是它們卻「互不干擾」。換句話說，倉頡輸入法的用戶在使用快速倉頡輸入法時，他可以幾乎不感覺快速倉頡編碼的存在。而快速倉頡輸入法的用戶也不會察覺倉頡輸入法會妨礙他的打字速度。這是由於倉頡輸入法的編碼大多超過三碼，而少於三碼的編碼亦和快速倉頡輸入法相同。

### 提升速度但亦兼顧容易拆碼
快速倉頡輸入法是改良傳統倉頡輸入法的成果，它是目前編碼較短及規則簡單的其中一種輸入法。
只拆三碼。字首拆兩碼、字身一碼；字首拆一碼，字身兩碼；連體字一、二、尾碼。
按照原作者麥志洪的說法，對繁體字的編碼而言，平均長度僅是2.5至2.9鍵之間，編碼口訣只是「頭、頭尾、頭頭尾、頭尾尾」四種。
- . （原始内容存档于2021-11-20）.

### 快倉、速成及倉頡的關係
1. 快倉與速成相比選字較少，與倉頡相比則按鍵較少。
2. 速成用家改用快倉可以在字數較少的選字表中選字（選字表最多出現六個選項）。速成用家在找不到快倉碼時，可以輸入速成的編碼後加上Z鍵，再按空白鍵來組字。
3. 倉頡用家改用快倉第六版或第七版立即可以增加輸入速度（因按鍵減少）。
4. 使用標準快倉的用家更會因重碼字數選項進一步減低而提升速度（刪除傳統第三代和第五代倉頡輸入法，而只剩下已改良的標準快速倉頡輸入法）。

### 快倉六包含的編碼
快倉輸入法第六版開放源碼表中包含以下編碼：
1. 第三代倉頡輸入法編碼（繁體／簡體）【註一】
2. 第五代倉頡輸入法編碼（繁體）
3. 資策會標準倉頡輸入法編碼（繁體）
4. 「快倉二」編碼（狹義的快倉六）（繁體/簡體，使用高頻字根偏旁）【註一】
5. 快倉一輸入法編碼（繁體，僅取倉頡碼的第一、二和尾碼）【註二】
6. 廣東話輸入法編碼（z＋廣東話編碼）例子：zchan、zlee、zcheung、zwong、zho……【註三】
7. 速成輸入法（首碼＋尾碼＋z）
8. 簡碼
9. 香港政府 3000 常用字編碼。【註四】
10. 標準倉頡標點符號和圖形編碼。【註五】
11. 容錯碼。【註六】
12. 高效的「sdfg」選字編碼，代替「2345」。選字表中常用字排列在前，「高頻先見」。【註七】
13. 兩次按鍵的高頻字根偏旁增加一次按鍵也能輸入。

| 【註一】 簡體字在編碼表中用作「打簡出繁」。 （必須另外倚靠程式平台實現「打簡出簡」） 「钅」的倉頡碼直接取為「C」 而不取較合理的字首「OP」和字身「OMP」。 「门」的倉頡碼取為「LN」 而不取較合理的字首「LS」和字身「LIS」。 「肃」字下半部中間部分取為「X」即「難」， 而不取較合理的「LLFL」。 【註二】 快倉一不使用快倉字根偏旁和高頻字根偏旁， 因而使用快倉一會使選字表字數顯示數量大增。 【註三】 薛偉傑先生提供廣東話輸入法編碼部份。 （建議另外增加漢語拼音編碼） 【註四】 1995年香港的政府通用字庫 GCCS 共3049字編碼應該刪去。 隨著版本的更新，造字區的字已 搬到中日韓漢字基本區 與擴展區內。 【註五】 a) 英文字母、希臘字母編碼 （ENG；zxo＋a至p其中一鍵） b) 注音符號編碼 （PIN；zxo＋q至y其中一鍵； zxp＋a至y其中一鍵； zxq＋a至h其中一鍵） c) 數字編碼 （NUM；z＋qwertyuiop其中一鍵） d) 標點符號編碼 （SBL--括號；z＋翻頁後選字表中選符號； 傳統倉頡的標點符號輸入zx＋a至y其中兩鍵） e) 特殊符號編碼 （GRP--數學符號、方塊元素、方框表格線； SBL；zx＋a至y其中一鍵） f) zzf錢幣及溫度符號 （＄￥〒￠￡％℃℉） （未收錄歐元符號€，建議收錄） | g) zzg米字及數學符號 （※§〃㊣℅㏒㏑∫∮╯∴♀♂⊕） h) zzh表格線符號 （─│═╞╪╡║═） i) zzi箭頭符號 （↑↓←→↖↗↙↘） j) zzj漢字度量衡 （兙兛兞兝兡兣嗧瓩糎） k) zzk單位符號 （㏕㎜㎝㎞㏎㎡㎎㎏㏄°） l) zzl垂直線類 （︳︴｜︱∥∣▕▕） m) zzm水平線類 （–—╴﹏¯＿ˍ﹊﹍﹋﹌▔） n) zzn數學運算符號 （﹦＋－×÷±√＜＞＝≦≧≠∞≒≡﹢﹣ ﹤﹥～∩∪⊥∠∟⊿） o) zzo方圓等幾何圖形 （○●△▲◎☆★◇◆□■▽▼） p) zzp點類符號及標點小寫變體 （﹒·…‥﹐﹑﹔﹕﹖﹗﹟﹠﹩﹪﹫） （﹒和﹐﹑﹔﹕﹖﹗﹟﹠﹩﹪﹫ 是小寫變體形式 Small Form Variants） t) zzt方塊符號，或稱方塊元素 （▏▎▍▌▋▊▉） （未收錄其他同類方塊符號，建議收錄） u) zzu常用標點符號 （，、。．；：？！︰＃＆＊﹡＠） （全形形式 Fullwidth form， 建議把zzp非小寫變體·…‥搬至zzu） v) 日本符號編碼 （zv＋a至y其中一鍵） w) zz＋qweasdzxc製表符號，或稱方框表格線 製表符號：以 QWE, ASD, ZXC 形成一個九宮格。來做製表符號輸入 ┌─┬─┬─┐┌─┬─┬─┐┌─┬─┬─┐┌─┬─┬─┐┌─┬─┬─┐ │Ｑ│Ｗ│Ｅ││┌│┬│┐││╔│╦│╗││╒│╤│╕││╓│╥│╖│ ├─┼─┼─┤├─┼─┼─┤├─┼─┼─┤├─┼─┼─┤├─┼─┼─┤ │Ａ│Ｓ│Ｄ││├│┼│┤││╠│╬│╣││╞│╪│╡││╟│╫│╡│ ├─┼─┼─┤├─┼─┼─┤├─┼─┼─┤├─┼─┼─┤├─┼─┼─┤ │Ｚ│Ｘ│Ｃ││└│┴│┘││╚│╩│╝││╘│╧│╛││╙│╨│╜│ └─┴─┴─┘└─┴─┴─┘└─┴─┴─┘└─┴─┴─┘└─┴─┴─┘ 輸入 zzq 是 ┌╔╒╓ 輸入 zzw 是 ┬╦╤╥ 輸入 zzd 是 ┤╡╣╡╢（編碼zzd2不應是╡，編碼錯誤） 【註六】 關於容錯碼：在維基教科書《倉頡輸入法》特別注意#字形問題 （页面存档备份，存于） 篇章中有詳細說明大部份異體字或多種字體所引起的輸入問題。 【註七】 使用SDFG...代替2345...作選字時的按鍵。 「高頻先見」的意思是把最常用的字放在選字表最前， 使用者更易找到所需的字。 |

### 快倉第六版、第七版與標準快倉的分別
標準版快速倉頡輸入法以提升打字速度為目的，輸入目標字只限用快倉編碼（亦即必須運用「快倉字根偏旁」和「高頻字根偏旁」），標準版因此並不包含「一字多碼」、容錯碼及速成碼。
第六版則以容易輸入為目的，包含了標準快速倉頡輸入法的編碼，及增加「一字多碼」及容錯碼等功能 。
第七版亦以提升打字速度為目的，包含一、二、三、四和五碼倉頡。（其中二碼倉頡稱為「順序速成」，即按字頻排序的速成輸入法；四碼倉頡則取倉頡的第一、第二、第三和最尾碼）
| 1. 它是一個混合多種有關倉頡編碼的輸入法，並且設有簡易粵語拼音和詞語輸入法； 2. 設有大量容錯碼； 3. 設有簡單易用的標點符號編碼，使用者可按「x」或「z」鍵得出各種標點符號； 4. 以「全速成法」和「全快倉法」編詞，約十萬詞，十七萬行詞碼。 |

| 1. 倉頡一碼：約1300字，蓋涵一般文章90%用字，只取倉頡輸入法的第一碼； 2. 第三代倉頡：含13060字；重碼字以使用頻率排序，例如常用字：「某」、「知」和「引」等字依字頻次 序排先，以方便使用者更能快速入字。 按一鍵可得「的」，而中文字母「竹」則排後，即按「h2」可得「竹」字。 3. 按字頻排序速成輸入法（順序速成）：含最常用的首六千字，依字頻排序，蓋涵一般文章99.9%用字； 4. 標準快倉：含13060字，編碼原理與快倉一相同，含高頻字根偏旁； 5. 快倉一：含13060字，取倉頡的第一、第二和最尾碼； 6. 第五代倉頡：含13060字，乃最新版的倉頡輸入法； 7. 四碼倉頡：含13060字，取倉頡的第一、第二、第三和最尾碼； 8. 其餘單字編碼（包括異體字、香港字、簡體字和容錯碼等）； 9. 全速成詞碼和全快倉詞碼：約十萬詞，十七萬行詞碼。 10. 括號改為按「pz」和「zp」，取代「pf」和「fp」。 11. 取消快倉六的「az」、「bz」....和「zz」編碼，目的是提供更多空間給使用者自編簡碼或作其他用途； 12. 取消快倉六的「za」、「zb」....和「zy」編碼，目的是提供更多空間給使用者自編簡碼或作其他用途； 13. 只有第一層的重碼字可以使用「sdfg」選字。例如快倉六中「衛」字編碼可以是：竹木弓DS。 但有更短的快倉一編碼：竹人弓F，而「衛」正式的標準倉頡編碼則是：竹竹木弓。 |

| 使用「粵順輸入法」時，鍵入廣東話編碼便會顯示廣東話字；鍵入兩鍵便會顯示速成編碼，若遇同碼，會以廣東話編碼排先，速成編碼排後。 |

### 讓快倉得以流傳的授權方案
快倉六是以GPLv3授權發放，輸入法之開放源碼可在網上找到。人人可以免費（Free、Gratis）取得，並自由（Free、Libre）使用，是第二個由倉頡輸入法衍生出來的開放源碼輸入法系統。（第一個開放源碼的倉頡輸入法衍生系統是輕鬆輸入法）

## 取碼規則

### 分割字體
快速倉頡輸入法分割字體最多把目標字分為兩部份，取碼的方式為：
1. 字首（第一部份）若不能一碼取完，只取首尾碼，字身（第二部份）只取尾碼（即「頭尾、尾」）。
2. 字首（第一部份）能一碼取完的，字身（第二部份）取首尾碼（即「頭、頭尾」）。
3. 連體字，又稱作整體字（即不能分出字首、字身者）取「頭、二、尾」三碼。

### 包含省略
包含省略在維基教科書《倉頡輸入法》 取碼原則#包含省略 篇章 https://zh.wikibooks.org/wiki/倉頡輸入法/取碼原則#包含省略 （页面存档备份，存于） 有詳細說明。
簡述提要的初步解釋如下（以較多人使用的倉頡三代為例）：
當目標字其中一部份有被外框三面包圍或四面包圍，尾碼取外框的字碼，而不取被包圍部份的字碼。但是，如果碼數不足，尾碼要取框內的字碼。例如：「蘭」和「闌」（尾碼田和火）；「懦」（尾碼月）和「需」（尾碼中）；「橋」（尾碼月）和「喬」（尾碼口）；「搞」（尾碼月）和「高」（尾碼口）；「偏」（尾碼月）和「扁」（尾碼廿）；「揣」（尾碼月）和「耑」（尾碼中）；「掄」（尾碼月）和「侖」（尾碼廿）；「藏」（尾碼尸）和「臧」（尾碼中）等，以上所列出前後兩字的字形有相同的地方，可是兩字的尾碼卻是不同的。九種具代表性有機會進行包圍取代的字形有：，字碼分別是：月土一弓弓尸田山女，按次序分別列舉其中各一個字例如下：稿瑩靈殘颱藏腦齡渴。

### 例外字
例外字在維基教科書《倉頡輸入法》例外字 篇章 https://zh.wikibooks.org/zh-hk/倉頡輸入法/例外字 （页面存档备份，存于） 有詳細說明。
簡述提要的初步解釋如下（以較多人使用的倉頡三代為例）：
例外字分三類：複合字、難字 和 特殊字。
複合字共有九個，無論是單獨或與其他字根一起出現，都只需取它們的「頭、尾」兩碼。 （日弓）（中弓）（女戈）（月山）（弓中）（卜心）（竹戈）（人土）（卜口）
難字以「Ｘ」鍵代替字形中複雜難取的部份。難字分兩種類型：「頭、難、尾」三碼和「頭、尾」兩碼。頭、尾碼易取，而中間字難取者有：（竹難竹）（戈難水）（戈難火）（戈難心）（弓難山）（中難竹）（中難中）（口難山）（廿難金）；頭碼易取，而尾碼難取者有：（竹難）（竹難）（竹難）（中難）（卜難）（弓難）
特殊字三種，當有其他字形疊在「木」、「大」、「火」三種基本字形之上，先取「木」、「大」或「火」，再取疊於其上的其他字形。按次序分別列舉其中各兩個字例如下：東（木田）末（木十）；拳（火手手）脊（火金月）；夷（大弓）夾（大人人）。

### 字根

#### 倉頡字根
倉頡字母有24個，每個字母可能有一至多個輔助字形，統稱倉頡字根。例如「一」是倉頡字母，是「木」的輔助字形。輸入「五」字時，取「一一」這三個字根，按「一木一」三鍵。

#### 快倉字根偏旁
快倉字根偏旁有11個（「偏旁」的意思即字首），是快倉獨有的字根。快倉字根按鍵次數只有一次。例如「巾」是「中」的快倉字根。輸入「幅」字時，取「巾一田」這三個字根，按「中一田」三鍵。
快倉字根只適用於字首。例如「體」字取「骨卄䒑」，按「月廿廿」；但「滑」字不能取「氵骨」，得取「氵」，按「水月月」三鍵。
特別注意「辶」字根。在標準倉頡裏，它是「卜」的輔助字形。在快倉裏，它作爲「難」的快倉字根，以減低重碼。同時，「辶」字根是唯一可以在字身中使用的字根偏旁：例如「隨」字按「弓難月」三鍵，第二鍵是快倉字根，但並不是該字的字首。又例如「撾」字按「手難月」三鍵，第二鍵是快倉字根，但並不是該字的字首。

#### 高頻字根偏旁
高頻字根偏旁有18個（「偏旁」的意思即字首），是快倉獨有的字根。高頻字根按鍵兩次，即同一鍵重覆一次，不過只視作取碼一次。例如「虫」是「中」的高頻字根。輸入「蝠」字時，取「虫一田」這三個字根，按「中中一田」四鍵。
高頻字根只適用於字首。例如「蛇」字取「虫宀匕」，按「中中十心」；但「蝕」字不能取「飠虫」，得取「飠中丶」，按「人人中戈」四鍵。
網上關於「高頻字根偏旁」的取碼規則和方法參考，可見：高頻字根偏旁取碼（快速倉頡輸入法特有的取碼方法） （页面存档备份，存于）。

#### 字根表
倉頡及快倉字根表
| 類別   | 倉頡 字母 | 倉頡輔助字形 | 字例             | 快倉 字根 | 字例 | 高頻字根 | 字例 |
| ------ | --------- | ------------ | ---------------- | --------- | ---- | -------- | ---- |
| 哲理類 | 日        |              | 明旦冒巴         |           |      | （日日） |      |
|        | 月        |              | 肌且同周冗然豹采 |           |      | （月月） | 眩   |
|        | 金        |              | 針扒貝弟沿           |           |      | （金金） |      |
|        | 木        |              | 村寸皮五         |           |      |          |      |
|        | 水        |              | 永暴浪支         |           | 冰   |          |      |
|        | 火        |              | 灶少常糸不煎     |           |      | （火火） | 粉   |
|        | 土        |              | 培吉             |           |      | （土土） |      |
| 字形類 | 竹        |              | 竹竺反鳳乏         |           | 和   | （竹竹） | 竺行 |
|        | 戈        |              | 戈良么麻           |           | 神   |          |      |
|        | 十        |              | 十               |           | 突   | （十十） |      |
|        | 大        |              | 太希艾右病       |           | 狗   |          |      |
|        | 中        |              | 仲引川衫書         |           | 幅   | （中中） | 蛇   |
|        | 一        |              | 不刁原宕左       |           | 醒   | （一一） |      |
|        | 弓        |              | 彈刺疋欠汐吃凡風     |           | 鮮   | （弓弓） | 限   |
| 人身類 | 人        |              | 亥伏會知家飛爪之   |           |      | （人人） |      |
|        | 心        |              | 沁快恭傾比世弋曳勾 |           |      |          |      |
|        | 手        |              | 手打夫聿年       |           |      |          |      |
|        | 口        |              | 只               |           |      | （口口） | 路   |
| 筆畫類 |           |              | 戶雪虐長司豕       |           |      | （）     | 駱   |
|        | 廿        |              | 甘業共並蕾并關           |           |      | （廿廿） | 靴   |
|        | 山        |              | 出逆凶乩           |           |      |          |      |
|        | 女        |              | 汝巡互亡氏鼠衣   |           |      | （女女） | 紅   |
|        | 田        |              | 鈿因母           |           |      |          |      |
|        | 難        |              |                  |           | 返   |          |      |
|        | 卜        |              | 扑上哀於           |           |      | （卜卜） | 語   |

- 在網上亦有「快速倉頡輸入法」的取碼規則和方法

### 快倉兩碼簡碼表
| 快速倉頡輸入法v6.2.2兩碼簡碼表 (兩碼簡碼表有待改善，不應納入非常用字。) →→→按此顯示 | 快速倉頡輸入法v6.2.2兩碼簡碼表 (兩碼簡碼表有待改善，不應納入非常用字。) →→→按此顯示 | 快速倉頡輸入法v6.2.2兩碼簡碼表 (兩碼簡碼表有待改善，不應納入非常用字。) →→→按此顯示 | 快速倉頡輸入法v6.2.2兩碼簡碼表 (兩碼簡碼表有待改善，不應納入非常用字。) →→→按此顯示 | 快速倉頡輸入法v6.2.2兩碼簡碼表 (兩碼簡碼表有待改善，不應納入非常用字。) →→→按此顯示 | 快速倉頡輸入法v6.2.2兩碼簡碼表 (兩碼簡碼表有待改善，不應納入非常用字。) →→→按此顯示 | 快速倉頡輸入法v6.2.2兩碼簡碼表 (兩碼簡碼表有待改善，不應納入非常用字。) →→→按此顯示 | 快速倉頡輸入法v6.2.2兩碼簡碼表 (兩碼簡碼表有待改善，不應納入非常用字。) →→→按此顯示 | 快速倉頡輸入法v6.2.2兩碼簡碼表 (兩碼簡碼表有待改善，不應納入非常用字。) →→→按此顯示 | 快速倉頡輸入法v6.2.2兩碼簡碼表 (兩碼簡碼表有待改善，不應納入非常用字。) →→→按此顯示 | 快速倉頡輸入法v6.2.2兩碼簡碼表 (兩碼簡碼表有待改善，不應納入非常用字。) →→→按此顯示 | 快速倉頡輸入法v6.2.2兩碼簡碼表 (兩碼簡碼表有待改善，不應納入非常用字。) →→→按此顯示 | 快速倉頡輸入法v6.2.2兩碼簡碼表 (兩碼簡碼表有待改善，不應納入非常用字。) →→→按此顯示 | 快速倉頡輸入法v6.2.2兩碼簡碼表 (兩碼簡碼表有待改善，不應納入非常用字。) →→→按此顯示 | 快速倉頡輸入法v6.2.2兩碼簡碼表 (兩碼簡碼表有待改善，不應納入非常用字。) →→→按此顯示 | 快速倉頡輸入法v6.2.2兩碼簡碼表 (兩碼簡碼表有待改善，不應納入非常用字。) →→→按此顯示 | 快速倉頡輸入法v6.2.2兩碼簡碼表 (兩碼簡碼表有待改善，不應納入非常用字。) →→→按此顯示 | 快速倉頡輸入法v6.2.2兩碼簡碼表 (兩碼簡碼表有待改善，不應納入非常用字。) →→→按此顯示 | 快速倉頡輸入法v6.2.2兩碼簡碼表 (兩碼簡碼表有待改善，不應納入非常用字。) →→→按此顯示 | 快速倉頡輸入法v6.2.2兩碼簡碼表 (兩碼簡碼表有待改善，不應納入非常用字。) →→→按此顯示 | 快速倉頡輸入法v6.2.2兩碼簡碼表 (兩碼簡碼表有待改善，不應納入非常用字。) →→→按此顯示 | 快速倉頡輸入法v6.2.2兩碼簡碼表 (兩碼簡碼表有待改善，不應納入非常用字。) →→→按此顯示 | 快速倉頡輸入法v6.2.2兩碼簡碼表 (兩碼簡碼表有待改善，不應納入非常用字。) →→→按此顯示 | 快速倉頡輸入法v6.2.2兩碼簡碼表 (兩碼簡碼表有待改善，不應納入非常用字。) →→→按此顯示 | 快速倉頡輸入法v6.2.2兩碼簡碼表 (兩碼簡碼表有待改善，不應納入非常用字。) →→→按此顯示 | 快速倉頡輸入法v6.2.2兩碼簡碼表 (兩碼簡碼表有待改善，不應納入非常用字。) →→→按此顯示 | 快速倉頡輸入法v6.2.2兩碼簡碼表 (兩碼簡碼表有待改善，不應納入非常用字。) →→→按此顯示 |
| ----------------------------------------------------------------------------------- | ----------------------------------------------------------------------------------- | ----------------------------------------------------------------------------------- | ----------------------------------------------------------------------------------- | ----------------------------------------------------------------------------------- | ----------------------------------------------------------------------------------- | ----------------------------------------------------------------------------------- | ----------------------------------------------------------------------------------- | ----------------------------------------------------------------------------------- | ----------------------------------------------------------------------------------- | ----------------------------------------------------------------------------------- | ----------------------------------------------------------------------------------- | ----------------------------------------------------------------------------------- | ----------------------------------------------------------------------------------- | ----------------------------------------------------------------------------------- | ----------------------------------------------------------------------------------- | ----------------------------------------------------------------------------------- | ----------------------------------------------------------------------------------- | ----------------------------------------------------------------------------------- | ----------------------------------------------------------------------------------- | ----------------------------------------------------------------------------------- | ----------------------------------------------------------------------------------- | ----------------------------------------------------------------------------------- | ----------------------------------------------------------------------------------- | ----------------------------------------------------------------------------------- | ----------------------------------------------------------------------------------- | ----------------------------------------------------------------------------------- |
|                                                                                     | 日                                                                                  | 月                                                                                  | 金                                                                                  | 木                                                                                  | 水                                                                                  | 火                                                                                  | 土                                                                                  | 竹                                                                                  | 戈                                                                                  | 十                                                                                  | 大                                                                                  | 中                                                                                  | 一                                                                                  | 弓                                                                                  | 人                                                                                  | 心                                                                                  | 手                                                                                  | 口                                                                                  |                                                                                     | 廿                                                                                  | 山                                                                                  | 女                                                                                  | 田                                                                                  | 難                                                                                  | 卜                                                                                  | 重                                                                                  |
| 日                                                                                  | 昌                                                                                  | 明                                                                                  | 題                                                                                  | 杲                                                                                  | 最                                                                                  | 炅                                                                                  | 量                                                                                  | 易                                                                                  | 時                                                                                  | 早                                                                                  | 旲                                                                                  | 甲                                                                                  | 旦                                                                                  | 門                                                                                  | 閃                                                                                  | 悶                                                                                  | 闈                                                                                  | 問                                                                                  | 曰                                                                                  | 開                                                                                  | 巴                                                                                  | 艮                                                                                  |                                                                                     | 閻                                                                                  | 晦                                                                                  | α                                                                                   |
| 月                                                                                  | 賭                                                                                  | 朋                                                                                  | 具                                                                                  | 采                                                                                  | 愛                                                                                  | 炙                                                                                  | 肚                                                                                  | 彩                                                                                  | 賤                                                                                  | 軍                                                                                  | 央                                                                                  | 巾                                                                                  | 且                                                                                  | 則                                                                                  | 內                                                                                  | 眠                                                                                  | 用                                                                                  | 同                                                                                  | 助                                                                                  | 冊                                                                                  | 目                                                                                  | 妥                                                                                  | 腦                                                                                  | 臍                                                                                  | 丹                                                                                  | β                                                                                   |
| 金                                                                                  | 鈤                                                                                  | 鈅                                                                                  | 賺                                                                                  |                                                                                     | 錄                                                                                  | 鈥                                                                                  | 釷                                                                                  | 分                                                                                  | 公                                                                                  | 針                                                                                  | 父                                                                                  | 丫                                                                                  | 釭                                                                                  | 則                                                                                  | 欲                                                                                  | 鈊                                                                                  | 半                                                                                  | 釦                                                                                  | 八                                                                                  | 鑑                                                                                  | 釓                                                                                  | 釹                                                                                  | 鈿                                                                                  | 鏽                                                                                  | 釙                                                                                  | Ｃ                                                                                  |
| 木                                                                                  | 杳                                                                                  | 朿                                                                                  | 朳                                                                                  | 林                                                                                  | 板                                                                                  | 杰                                                                                  | 杜                                                                                  | 才                                                                                  | 寸                                                                                  | 末                                                                                  | 夬                                                                                  | 束                                                                                  | 本                                                                                  | 刺                                                                                  | 做                                                                                  | 朼                                                                                  | 杽                                                                                  | 杏                                                                                  | 榜                                                                                  | 來                                                                                  | 札                                                                                  | 根                                                                                  | 東                                                                                  | 樁                                                                                  | 朴                                                                                  | δ                                                                                   |
| 水                                                                                  | 沓                                                                                  | 清                                                                                  | 淦                                                                                  | 沐                                                                                  | 冰                                                                                  | 燙                                                                                  |                                                                                     | 沙                                                                                  | 叉                                                                                  | 汁                                                                                  | 汏                                                                                  | 沖                                                                                  | 江                                                                                  | 灣                                                                                  | 漢                                                                                  | 沁                                                                                  | 洋                                                                                  | 呇                                                                                  | 匯                                                                                  | 溫                                                                                  | 汕                                                                                  | 汝                                                                                  | 沺                                                                                  | 濟                                                                                  | 海                                                                                  | ε                                                                                   |
| 火                                                                                  | 嘗                                                                                  | 肖                                                                                  | 類                                                                                  | 米                                                                                  | 叛                                                                                  | 炎                                                                                  | 灶                                                                                  | 少                                                                                  | 炫                                                                                  | ，                                                                                  | 尖                                                                                  | ？                                                                                  | 灴                                                                                  | 判                                                                                  | 尐                                                                                  | 」                                                                                  | 半                                                                                  | 尚                                                                                  | 小                                                                                  | 粒                                                                                  | 省                                                                                  | 籹                                                                                  | 當                                                                                  | 焰                                                                                  |                                                                                     | θ                                                                                   |
| 土                                                                                  | 增                                                                                  | 冉                                                                                  | 填                                                                                  | 地                                                                                  | 報                                                                                  | 熱                                                                                  | 圭                                                                                  | ；                                                                                  | 去                                                                                  | ：                                                                                  | 埃                                                                                  | 坤                                                                                  | 坦                                                                                  | 坑                                                                                  | 走                                                                                  | 志                                                                                  | 摯                                                                                  | 吉                                                                                  | 士                                                                                  | 垃                                                                                  | 起                                                                                  | 壞                                                                                  |                                                                                     |                                                                                     | 赴                                                                                  | Ｇ                                                                                  |
| 竹                                                                                  | 白                                                                                  | 師                                                                                  | 與                                                                                  | 禾                                                                                  | 反                                                                                  | 秋                                                                                  | 壬                                                                                  | 的                                                                                  | 鬼                                                                                  | 千                                                                                  | 夭                                                                                  | 所                                                                                  | 生                                                                                  |                                                                                     | 八                                                                                  | 乇                                                                                  | 牛                                                                                  | 和                                                                                  | 戶                                                                                  | 升                                                                                  | 自                                                                                  | 很                                                                                  | 留                                                                                  | 臼                                                                                  | 冬                                                                                  | Ｈ                                                                                  |
| 戈                                                                                  |                                                                                     | 禸                                                                                  | 資                                                                                  | 床                                                                                  | 冰                                                                                  | 為                                                                                  | 社                                                                                  | 戊                                                                                  | 我                                                                                  | 戎                                                                                  | 犬                                                                                  | 神                                                                                  | 式                                                                                  | 序                                                                                  | 庂                                                                                  | 弋                                                                                  | 祥                                                                                  | 台                                                                                  | 是                                                                                  | 戒                                                                                  | 戉                                                                                  | 戉                                                                                  | 福                                                                                  |                                                                                     | 靡                                                                                  | Ｉ                                                                                  |
| 十                                                                                  | 者                                                                                  | 巿                                                                                  | 穴                                                                                  | 未                                                                                  | 支                                                                                  | ，                                                                                  | ：                                                                                  | 穿                                                                                  | 轉                                                                                  | 廾                                                                                  | 丈                                                                                  | 都                                                                                  | 士                                                                                  | 穹                                                                                  | 定                                                                                  | 它                                                                                  |                                                                                     | 古                                                                                  | 、                                                                                  | 卉                                                                                  | 七                                                                                  | 安                                                                                  | 富                                                                                  |                                                                                     | 斗                                                                                  | Ｊ                                                                                  |
| 大                                                                                  | 奢                                                                                  | 有                                                                                  | 賀                                                                                  | 殺                                                                                  | 友                                                                                  | 灰                                                                                  | 在                                                                                  | 疹                                                                                  | 太                                                                                  | 瘁                                                                                  | 爻                                                                                  | 尬                                                                                  | 左                                                                                  | 九                                                                                  | 夾                                                                                  | 疕                                                                                  | 車                                                                                  | 右                                                                                  | 力                                                                                  | 夾                                                                                  | 疝                                                                                  | 狠                                                                                  | 奮                                                                                  |                                                                                     | 頭                                                                                  | κ                                                                                   |
| 中                                                                                  | 衵                                                                                  | 巾                                                                                  | 貴                                                                                  | ；                                                                                  | 被                                                                                  | ？                                                                                  | 社                                                                                  | 初                                                                                  | 蟲                                                                                  | 聿                                                                                  | 史                                                                                  | 串                                                                                  | 虹                                                                                  | 鬥                                                                                  | 看                                                                                  | 忠                                                                                  | 聿                                                                                  | 蜘                                                                                  | 。                                                                                  | 盡                                                                                  |                                                                                     | 帳                                                                                  | 由                                                                                  | 肅                                                                                  | 非                                                                                  | Ｌ                                                                                  |
| 一                                                                                  | 百                                                                                  | 再                                                                                  | 頁                                                                                  |                                                                                     | 汞                                                                                  | 不                                                                                  | 王                                                                                  |                                                                                     | 殘                                                                                  | 干                                                                                  | 天                                                                                  | 丌                                                                                  | 二                                                                                  | 丁                                                                                  | 仄                                                                                  | 麗                                                                                  | 磷                                                                                  | 石                                                                                  |                                                                                     | 幵                                                                                  | 現                                                                                  | 要                                                                                  | 西                                                                                  |                                                                                     | 下                                                                                  | Ｍ                                                                                  |
| 弓                                                                                  | 陽                                                                                  | 陰                                                                                  | 小                                                                                  | 子                                                                                  | 發                                                                                  | 爾                                                                                  | 丑                                                                                  | 九                                                                                  | 夕                                                                                  | 陣                                                                                  | 又                                                                                  | 引                                                                                  | 魟                                                                                  | 了                                                                                  | 久                                                                                  | 急                                                                                  | 丮                                                                                  | 阿                                                                                  | 乃                                                                                  | 登                                                                                  | 乙                                                                                  | 張                                                                                  | 陳                                                                                  | 卍                                                                                  | 外                                                                                  | η                                                                                   |
| 人                                                                                  | 會                                                                                  | 內                                                                                  | 仈                                                                                  | 休                                                                                  | 汆                                                                                  | 伙                                                                                  | 仕                                                                                  | 入                                                                                  | 伐                                                                                  | 什                                                                                  | 矢                                                                                  | 仲                                                                                  | 丘                                                                                  | 乞                                                                                  | 使                                                                                  | 化                                                                                  | 年                                                                                  | 知                                                                                  | 乍                                                                                  | 位                                                                                  | 仙                                                                                  | 食                                                                                  | 佃                                                                                  | 餡                                                                                  |                                                                                     | ο                                                                                   |
| 心                                                                                  | 旨                                                                                  | 情                                                                                  | 惍                                                                                  | 也                                                                                  | 慢                                                                                  | 「                                                                                  | 懂                                                                                  | 必                                                                                  | 勾                                                                                  | 悼                                                                                  | 忕                                                                                  | 忡                                                                                  | 勺                                                                                  | 乜                                                                                  | 疑                                                                                  | 比                                                                                  | ！                                                                                  | 句                                                                                  | 七                                                                                  | 世                                                                                  | 屯                                                                                  | 忙                                                                                  | 甸                                                                                  |                                                                                     | 勻                                                                                  | ρ                                                                                   |
| 手                                                                                  | 抇                                                                                  | 抈                                                                                  | 扒                                                                                  | 耒                                                                                  | 投                                                                                  | 素                                                                                  | 推                                                                                  | 抄                                                                                  | 找                                                                                  |                                                                                     | 換                                                                                  | 撕                                                                                  | 扛                                                                                  | 打                                                                                  | 夫                                                                                  | ！                                                                                  | 井                                                                                  | 扣                                                                                  | 拒                                                                                  | 拉                                                                                  | 扎                                                                                  | 表                                                                                  | 播                                                                                  | 插                                                                                  |                                                                                     | Ｑ                                                                                  |
| 口                                                                                  | 踏                                                                                  | 肙                                                                                  | 只                                                                                  | 呆                                                                                  | 嘰                                                                                  | 吙                                                                                  | 吐                                                                                  | 呀                                                                                  | 吋                                                                                  | 葉                                                                                  | 唉                                                                                  | 叫                                                                                  | 咁                                                                                  | 別                                                                                  | 足                                                                                  | 叱                                                                                  | 咩                                                                                  | 路                                                                                  | 另                                                                                  | 啦                                                                                  | 巳                                                                                  | 跟                                                                                  | 噹                                                                                  | 嘯                                                                                  | 啡                                                                                  | γ                                                                                   |
|                                                                                     | 職                                                                                  | 騙                                                                                  | 匹                                                                                  | 屎                                                                                  | 尿                                                                                  | 緊                                                                                  | 聖                                                                                  | 刀                                                                                  | 屬                                                                                  | 耳                                                                                  | 尹                                                                                  | 。                                                                                  | 刁                                                                                  | 刷                                                                                  | 尺                                                                                  | 尼                                                                                  | 群                                                                                  | 叵                                                                                  | 巨                                                                                  | 聯                                                                                  | 己                                                                                  | 長                                                                                  | 屇                                                                                  |                                                                                     | 習                                                                                  | Ｓ                                                                                  |
| 廿                                                                                  | 昔                                                                                  | 期                                                                                  | 共                                                                                  | 業                                                                                  | 叢                                                                                  | 苂                                                                                  | 芏                                                                                  | 剪                                                                                  | 對                                                                                  | 卅                                                                                  | 艾                                                                                  | 鄭                                                                                  | 甘                                                                                  | 芎                                                                                  | 歡                                                                                  | 芯                                                                                  | 羊                                                                                  | 若                                                                                  | 勸                                                                                  |                                                                                     | 觀                                                                                  | 世                                                                                  | 曲                                                                                  | 舊                                                                                  | 菲                                                                                  | τ                                                                                   |
| 山                                                                                  | 峋                                                                                  | 崩                                                                                  | 崟                                                                                  | 崢                                                                                  | 岌                                                                                  | 炭                                                                                  | 崖                                                                                  | 匕                                                                                  | 幽                                                                                  | 岸                                                                                  | 凶                                                                                  | 屮                                                                                  | 崆                                                                                  | 岑                                                                                  | 嵌                                                                                  | 崑                                                                                  | 嶙                                                                                  | 岩                                                                                  | 岰                                                                                  | 豈                                                                                  | 出                                                                                  | 崴                                                                                  |                                                                                     |                                                                                     |                                                                                     | μ                                                                                   |
| 女                                                                                  | 婚                                                                                  | 婦                                                                                  | 績                                                                                  | 好                                                                                  | 奴                                                                                  | 妳                                                                                  | 壯                                                                                  | 妙                                                                                  | 將                                                                                  | 奸                                                                                  | 收                                                                                  | 鄉                                                                                  | 紅                                                                                  | 彎                                                                                  | 以                                                                                  | 總                                                                                  | 絆                                                                                  | 如                                                                                  | 幼                                                                                  | 妍                                                                                  | 奾                                                                                  | 經                                                                                  | 細                                                                                  | 繡                                                                                  | 終                                                                                  | ν                                                                                   |
| 田                                                                                  | 署                                                                                  | 胃                                                                                  | 四                                                                                  | 果                                                                                  |                                                                                     | 黑                                                                                  | 里                                                                                  |                                                                                     | 母                                                                                  | 毋                                                                                  | 因                                                                                  | 甲                                                                                  | 曰                                                                                  | 野                                                                                  | 囚                                                                                  | 思                                                                                  | 圍                                                                                  | 回                                                                                  | 男                                                                                  | 曲                                                                                  | 圈                                                                                  | 囡                                                                                  | 國                                                                                  |                                                                                     | 罪                                                                                  | ω                                                                                   |
| 難                                                                                  | 春                                                                                  | 過                                                                                  | 其                                                                                  | 探                                                                                  | 般                                                                                  | 原                                                                                  | 任                                                                                  | 份                                                                                  | 風                                                                                  | 什                                                                                  | 達                                                                                  | 近                                                                                  | 直                                                                                  | 處                                                                                  | 來                                                                                  | 代                                                                                  |                                                                                     | 何                                                                                  | 成                                                                                  |                                                                                     | 覺                                                                                  | 表                                                                                  |                                                                                     | 這                                                                                  | 章                                                                                  | χ                                                                                   |
| 卜                                                                                  |                                                                                     | 講                                                                                  | 六                                                                                  |                                                                                     | 設                                                                                  |                                                                                     | 主                                                                                  |                                                                                     | 謝                                                                                  | 斗                                                                                  | 文                                                                                  | 新                                                                                  | 上                                                                                  | 處                                                                                  | 該                                                                                  | 此                                                                                  |                                                                                     | 占                                                                                  | 迉                                                                                  | 立                                                                                  | 道                                                                                  | 亡                                                                                  | 還                                                                                  | 齊                                                                                  | 卞                                                                                  | Ｙ                                                                                  |
| 重                                                                                  | π                                                                                   |                                                                                     |                                                                                     |                                                                                     | 參                                                                                  | θ                                                                                   |                                                                                     |                                                                                     | 捌                                                                                  | ∵                                                                                   | °                                                                                   |                                                                                     | √                                                                                   |                                                                                     | 玖                                                                                  | 拾                                                                                  | 壹                                                                                  | 肆                                                                                  | ∠                                                                                   | 伍                                                                                  | 柒                                                                                  | √                                                                                   | 貳                                                                                  | △                                                                                   | 陸                                                                                  | Ｚ                                                                                  |

灰格為可供兩碼簡碼編碼而不影響傳統倉頡編碼。
紅色字為常用字（不包括傳統倉頡編碼的常用字）。(兩碼簡碼表有待改善，不應納入非常用字。)
JB = 巿 意思是黻，是傳統倉頡碼。不是城市的「市」字。
以下是重覆編碼
IG = 社 是標準快倉碼；
LG = 社 是容錯碼；
BN = 則；
CN = 則；
XN = 處；
YN = 處；
DT = 來；
XO = 來

### 快倉重碼表
| - 人一一：仁伍氫氬翕僵 - 卜口弓：剖亨亭贏嬴羸 - 水竹大：激淚澳沃溴 - 卜十十：辦辨辯瓣辮 - 口卜月：嘴啼唷嘀啃 - 竹竹山大：微徵徽黴 - 人大口：知佑倚伽 - 人一中：命卸邱偭 - 人一弓：例倒俞仃 - 水一土：汪涯湮溼 - 水一一：瀝涇洹沍 - 水弓水：沒潑汲涵 - 水十月：湖潮沛潸 - 手竹水：投搬搜扳 - 手月木：採探掙靜 - 手竹山：搗攪齧撬 - 口卜人：足咳噱嚎 - 木卜十：枓梓棹樟 - 月竹口：骼貂胳貉 - 卜卜竹口：話誥詻詬 - 一一人土：確霍碓 - 一一廿金：碰碘磺 - 一弓口：可酩殆 - 一山戈：蠶戛虺 - 一女戈：辱瓦蜃 - 弓弓人：承豫孓 - 手人土：推挫拴 - 手人口：拾捨搶 - 手卜土：擁撞拄 - 手卜十：掉摔抖 - 手卜大：撤掖抆 - 口竹火：鳴嗚啾 - 口竹大：噢嗅唳 - 口十戈：戰戢囀 - 口人弓：吃喻吟 - 口口大：哭獸嚴 - 口口口：品器囂 - 木日山：概杷楣 - 木月月：棘棗棚 - 木木火：禁焚楝 - 木木竹：材彬鬱 - 木竹戈：楓槐榭 - 木竹中：析柳櫛 - 月竹水：股腺骰 - 卜卜心日：詢諧詣 - 卜卜一十：評譚訐 - 卜口山：亮毫乩 - 卜心一：些虐虛 - 月廿廿：體髒胼 - 難竹口：追造逅 - 難月口：過週迥 - 田中火：罵鴨羈 - 女女山：紀絕纜 - 女女十金：繽縝縯 - 女女月女：網纓綏 - 山竹戈：巍峨嵐 - 廿人木：茶葆荼 - 廿人土：難荃荏 - 廿人口：蒼荷蓓 - 廿女戈：茲蔣戡 - 廿田大：奠猷茵 - 廿手一：差翔羶 - 廿卜女：芒藹蓑 - 金人土：錐銼銓 - 廿土戈：對義藝 - 廿大口：若警茄 - 廿十口：苦蓉菅 - 廿一火：蒜蘸芣 - 竹山：尾髦髡 - 十口：居譬聒 - 一土：屋匡翟 - 廿月山：藐苜莧 - 木十口：枯榕棺 - 木一口：梧柯櫺 - 木弓月：桶橘橢 - 木人土：栓椎榷 - 口中：哪叩鄂 - 口女戈：喲嘰吆 - 竹戈：鬆刃戮 - 竹月：鬍匾髯 - 手月水：授援攫 - 手竹一：抵捶捏 - 人心金：貨傾貸 - 人口金：僎頜頷 - 人口：侷伺倨 | - 人廿手：佯氧舞 - 人卜大：敏倣傚 - 人卜口：佔信倍 - 水月木：深浮淨 - 水月口：洞渦凋 - 水竹火：鯊燙潟 - 水竹口：活浩洛 - 水竹山：洗滬洎 - 水竹女：派裟娑 - 水戈水：泳渡浚 - 水戈戈：淺蚤溥 - 水戈口：治減冶 - 水十金：演濱滇 - 水大月：滯淆洧 - 水一火：源漂鴻 - 水一弓：汀洌冽 - 水廿月：滿溝溯 - 水心山：沌淘泡 - 水口山：況澠浥 - 水卜木：游淳凜 - 水卜大：液澈汶 - 火火火：鶯縈熒 - 人中大：候攸倏 - 人大月：佈矯侑 - 人竹月：偏僑佩 - 人戈戈：令俯傅 - 人十大：使做仗 - 人一日：會佰僭 - 人一口：合何舍 - 土土卜山：琉琥璿 - 土戈：勢城劫 - 土人口：超趟嗇 - 土卜一：址墟壇 - 土卜人：走壕垓 - 竹日水：泉馥皈 - 竹水口：各黏磐 - 竹竹土戈：等待籌 - 竹竹一一：徑征竺 - 竹戈 ：鬼私么 - 竹一中：斤郵邸 - 竹弓戈：凡風夙 - 竹手一：生牲牴 - 竹難金：與興輿 - 竹卜水：般艘舨 - 戈竹一：底祗戌 - 戈心金：貳麒鏖 - 戈廿金：廣廉祺 - 十十十：幹轟斡 - 十一金：寶賓寅 - 十口口：官宮豁 - 大火 ：灰狄疢 - 大竹水：瘦疫瘢 - 大大月：希肴瘸 - 大卜十：瘁獐瘴 - 中中卜十：蟀蟑蚪 - 一月戈：耐融璽 - 一土弓：到琴甄 - 一竹火：原鴉醺 - 日 ：日曰 - 日日日：晶間 - 日日口口：闆閭 - 日日十：聞闢 - 日月水：暖曖 - 日月十：暈暉 - 日火金：顯顥 - 日竹中：昂昕 - 日竹口：晌晷 - 日一土：旺量 - 日弓山：晚冕 - 日口火：照煦 - 日口：昭暱 - 日卜火：景晾 - 月月月木：睬睜 - 月月水：受愛 - 月月山：亂覓 - 月金山：脫罌 - 月火火：縣騰 - 月竹土：腫貍 - 月竹弓：肌冗 - 月戈戈：腑膊 - 月大：肋胯 - 月一 ：且肛 - 月一人：豚冢 - 月一女：腰脤 - 月心山：胞肫 | - 月廿 ：冊皿 - 月廿大：朕膜 - 月廿女：膿罔 - 月山火：鷂鶸 - 月田戈：爵髑 - 月卜心：臆朧 - 月卜：肪膀 - 金日水：鏝鑤 - 金日竹：錫鍚 - 金月口：銅鍋 - 金金戈戈：賤賻 - 金金卜口：貼賠 - 金竹金：頒鑽 - 金竹木：鎳銖 - 金竹水：鍛鈑 - 金竹火：鎢鍬 - 金戈金：頌鐮 - 金十口：鈷鎔 - 金大中：爺斧 - 金一：鈣兮 - 金人月：鈉鑰 - 金人口：谷鎗 - 金心山：鈍鉋 - 金廿：鑑盆 - 金廿廿：鉼鎰 - 金田土：鋰鑼 - 金卜月：鎬鏑 - 金卜大：鉸鏃 - 木日一：查榻 - 木月山：相榣 - 木木戈：村梵 - 木木心：懋麓 - 木土土：桂檯 - 木土戈：樹檮 - 木竹月：橋棉 - 木竹水：皮板 - 木竹山：橇梔 - 木戈水：梭梂 - 木戈戈：棧櫥 - 木一 ：本杠 - 木一火：杯標 - 木一十：杆枰 - 木一大：橄梗 - 木一一：極桓 - 木弓弓：杼栘 - 木弓廿：橙楹 - 木人十：杵榫 - 木人人：來檢 - 木手難：樁韜 - 木土：框櫂 - 木山：杞欖 - 木廿金：橫棋 - 木廿人：樸檬 - 木田木：棵梱 - 木卜月：柿槁 - 木卜：枋榜 - 木卜山：梳櫬 - 水日水：瀑漫 - 水日土：潤涅 - 水日山：溉湄 - 水金竹：涕汾 - 水金口：沿浴 - 水木水：波漆 - 水土戈：法濤 - 水竹土：湩湟 - 水竹中：沂泖 - 水竹廿：盪洫 - 水竹田：溜潘 - 水戈木：梁粱 - 水十火：瀉淙 - 水十一：渲瀚 - 水十口：沽溶 - 水大戈：汰汍 - 水一月：灞濡 - 水一木：汙溧 - 水一十：汗潭 - 水一：污沔 - 水弓月：涌瀰 - 水弓戈：汐泓 - 水弓一：涎溺 - 水人土：准淮 - 水人戈：冷泠 - 水人弓：汽渝 - 水人口：洽滄 - 水心木：池柒 | - 水木：渠潺 - 水水：浸澱 - 水土：濯渥 - 水心：泥涊 - 水廿金：洪淇 - 水廿水：漾濩 - 水廿土：灘灌 - 水廿人：漢濛 - 水廿廿：溢澧 - 水廿女：濃湛 - 水卜月：滴漓 - 水卜土：注潼 - 水卜十：淬漳 - 水卜弓：沆瀛 - 水卜人：漩濠 - 水卜口：沾涪 - 水卜廿：泣瀘 - 水卜山：流濬 - 水卜卜：淤汴 - 火日心：燜焜 - 火月火：黨燃 - 火月大：敝敞 - 火月口：尚炯 - 火火土：瑩塋 - 火火手：燐犖 - 火火卜十：料粹 - 火竹：劣炸 - 火大月：幣烯 - 火大火：燎鱉 - 火大山：瞥氅 - 火一月：炳燸 - 火手山：卷眷 - 土日一：坦塌 - 土金日：增赭 - 土木水：坡穀 - 土水十：聲鼙 - 土水山：罄瞽 - 土土月山：現瑤 - 土土廿金：琪璜 - 土竹火：塢壎 - 土竹十：埠埤 - 土戈月：幫埔 - 土十金：填墳 - 土十水：報轂 - 土中中：圳坤 - 土一一：垣壢 - 土弓水：殼圾 - 土人山：起趨 - 土口口：喜嘉 - 土口女：喪袁 - 土卜女：壞壤 - 竹日戈：的魄 - 竹日十：稈皋 - 竹日山：島皖 - 竹月火：鱟爨 - 竹月一：租翩 - 竹月口：向稠 - 竹月山：自覺 - 竹木十：釋秣 - 竹木心：乘悉 - 竹木田：番釉 - 竹火木：乎釆 - 竹火心：愁鴕 - 竹土水：毀稜 - 竹竹金：須貿 - 竹竹木：躲孵 - 竹竹木人：徠簌 - 竹竹竹月：篇篩 - 竹竹竹土：徨篁 - 竹竹竹一：笙箠 - 竹竹戈：射卵 - 竹竹戈口：箴笞 - 竹竹中：卿卯 - 竹竹中手：筆律 - 竹竹一木：築竽 - 竹竹一十：竿筑 - 竹竹一弓：行衙 - 竹竹弓一：筵篛 - 竹竹人木：徐篠 - 竹竹人戈：符筏 - 竹竹人人：從簽 - 竹竹心日：筍徇 - 竹竹口：軀躺 - 竹竹廿金：箕簧 - 竹竹田口：箇徊 | - 竹竹卜土：往籬 - 竹竹卜大：徹簇 - 竹竹卜：彷徬 - 竹戈月：魑魎 - 竹十一：垂翱 - 竹十心：乖穗 - 竹大心：懲忝 - 竹大口：吞喬 - 竹中弓：利劓 - 竹中人：欣爪 - 竹弓木：朵梨 - 竹弓手：掣犁 - 竹弓口：颱颳 - 竹人心：慫稔 - 竹手金：積犢 - 竹手戈：我特 - 竹手口：牯犄 - 竹手山：毛看 - 竹口月：師帥 - 竹口火：烏鵠 - 竹口土：程雒 - 竹口心：舔舐 - 竹 ：戶乍 - 竹山金：贊頹 - 竹山心：息憩 - 竹卜口：船艙 - 竹卜廿：艦艋 - 戈木戈：麼魔 - 戈木山：廂麾 - 戈火心：憑慼 - 戈土戈：禱廚 - 戈戈中：郎廊 - 戈十月：廟甫 - 戈十金：麻朮 - 戈大山：尤庵 - 戈中中：神州 - 戈弓水：永廢 - 戈心火：熊鳶 - 戈心心：態庇 - 戈口心：感怠 - 戈口山：祝祀 - 戈廿 ：戒弁 - 戈廿手：祥庠 - 十月火：察索 - 十月一：宜直 - 十木 ：未宋 - 十竹大：窗竅 - 十竹口：客窖 - 十戈戈：專博 - 十十一山：軛軏 - 十十卜大：較轍 - 十大：考協 - 十一 ：士空 - 十一土：室窒 - 十一竹：穿寡 - 十一一：宣矗 - 十一人：家定 - 十弓木：字麴 - 十心山：密耄 - 十廿金：賽賁 - 十廿火：窯騫 - 十山弓：剋剜 - 十女木：案寐 - 大日一：疸猩 - 大日女：痕狠 - 大月一：狙疽 - 大木金：獺癩 - 大竹月：獅癟 - 大十金：痲癲 - 大一一：症痙 - 大一口：奇痞 - 大弓 ：九夷 - 大人大：疾猴 - 大人弓：疙瘉 - 大人口：痴瘡 - 大月：脅瘺 - 大口：加奩 - 大山：犯匏 - 大山 ：疝尢 - 大田土：狸玀 - 大卜大：狡獄 - 中日山：帽幌 - 中土一：畫晝 - 中中月口：蝸蜩 - 中中金：順牘 | - 中中竹十：蜂蝌 - 中中中：片川 - 中中一月：蠕蠣 - 中中人口：蜘蛤 - 中中卜大：蚊蛟 - 中一金：貴頫 - 中一戈：虫褥 - 中弓金：費鬨 - 中田月：冑胄 - 中田心：曳襬 - 中卜十：輩幛 - 一月金：頁貢 - 一月一：亙翮 - 一木一：五歷 - 一火金：願贗 - 一火一：歪丕 - 一竹口：酷酪 - 一中一：工亞 - 一一金：項頸 - 一一火：示鵡 - 一一火月：霄硝 - 一一心：惡麗 - 一一心山：砲雹 - 一一：巧勁 - 一一卜女：霎靄 - 一弓金：頂殯 - 一弓水：歿醱 - 一弓戈：歹殘 - 一弓一：殲殖 - 一弓心：死恐 - 一口大：釅敔 - 一口口：哥磊 - 一山：配厄 - 一廿日：醋厝 - 一田木：粟栗 - 弓日山：色免 - 弓月土：角墮 - 弓月：勇觔 - 弓木人：孩孤 - 弓竹木：柔穌 - 弓竹火：鰍鯀 - 弓竹：乃務 - 弓戈 ：夕弘 - 弓戈戈：多強 - 弓戈手：甬舛 - 弓大火：煞騖 - 弓中 ：引弔 - 弓一一：弱彊 - 弓一山：危疏 - 弓弓竹土：陞隍 - 弓弓竹十：阡陴 - 弓弓竹一：隆陲 - 弓弓人戈：附陰 - 弓弓廿廿：阱隘 - 弓人 ：久欠 - 人日弓：們劊 - 人金竹：份氛 - 人火火：氮儻 - 人土 ：仕隹 - 人土水：隻雙 - 人土火：焦鶴 - 人土戈：侍儔 - 人土口：售僖 - 人竹日：伯偺 - 人竹土：任僱 - 人竹戈：俄傀 - 人竹十：仟俾 - 人戈金：領貪 - 人戈火：偽鴒 - 人戈大：伏俟 - 人戈心：代念 - 人戈口：含倉 - 人十 ：什午 - 人十一：值倥 - 人十心：佬佗 - 人十口：估倌 - 人一月：倆儒 - 人一金：價兵 - 人大火：繁僚 - 人中火：絛鯈 - 人中中：介伸 - 人中弓：佛氟 - 人一心：愈儷 - 人一廿：盒侖 - 人弓木：仔傑 | - 人弓：仍氖 - 人人土：坐佺 - 人人竹水：飯餿 - 人人竹戈：餓餽 - 人人弓：偷劍 - 人人心山：飽飩 - 人口弓：創舒 - 人女：偃倀 - 人山土：催罐 - 人山一：缸缽 - 人田土：俚儸 - 人卜土：住僮 - 人卜弓：停伉 - 人卜：仿傍 - 人卜女：依偯 - 心日 ：旨旬 - 心日一：惺怛 - 心日女：恨愒 - 心月口：惆恫 - 心木金：懶穎 - 心土戈：怯恃 - 心竹口：恬恪 - 心戈 ：勾勺 - 心戈月：匍慵 - 心戈口：怡惦 - 心十金：憤慎 - 心大月：怖惰 - 心一一：恆怔 - 心人火：憔憮 - 心人口：恰愴 - 心口：劬愕 - 心廿山：慌懵 - 心卜木：惇懍 - 心卜十：悼悴 - 心卜女：忙懷 - 手木戈：耘耨 - 手木山：耗耙 - 手火手：拌撐 - 手竹大：契捩 - 手竹中：折抑 - 手竹人：抓掀 - 手戈大：拔挨 - 手戈口：抬搪 - 手十一：控彗 - 手十弓：挖擰 - 手十：搾拷 - 手大火：撩捺 - 手中口：哲誓 - 手一十：抨撢 - 手一口：拓捂 - 手一女：表振 - 手弓土：扭挺 - 手弓大：換揆 - 手人月：擒掄 - 手心日：指揩 - 手心山：抱掏 - 手口金：損撰 - 手土：握擢 - 手山：掘攬 - 手廿大：摸撒 - 手廿中：撕擲 - 手山月：攜揣 - 手卜月：摘搞 - 手卜一：擅扯 - 手卜女：接攘 - 口日山：吧邑 - 口月口：嗣啁 - 口金 ：只叭 - 口土廿：噎嗑 - 口竹十：啤嗥 - 口竹人：噬呱 - 口竹口：呂咯 - 口竹山：兄咱 - 口戈大：唉吠 - 口十木：味哮 - 口十口：咕喀 - 口大：另叻 - 口一一：啞呸 - 口一弓：叮咧 - 口一口：唔呵 - 口人月：吶噙 - 口人大：喉咿 - 口人口：哈嗆 - 口心山：啕咆 - 口口竹木：跦跺 | - 口口口：踞跼 - 口口山月：蹦踹 - 口竹：嘐叨 - 口廿人：嘆噗 - 口廿女：噥噶 - 口田土：哩囉 - 口田中：鄙呷 - 口卜大：咬嗾 - 口卜弓：哼吭 - 口卜心：噫嚨 - 水月：腎臀 - 水土：堅匯 - 竹金：鬚鬢 - 竹水：履屐 - 竹口：召髻 - 竹女：鬣屨 - 戈心：忍慰 - 十日：職屠 - 十戈：聆璧 - 十中：耶聊 - 十心：聰恥 - 中金：頤匱 - 中卜：匪屝 - 一廿：翌羿 - 口中：邵郡 - 竹月：騙驕 - 一火：騵驃 - 山 ：己已 - 山山：屈兕 - 廿日月：幕萌 - 廿日水：蔓蕞 - 廿日火：鵲驀 - 廿日土：墓藺 - 廿月水：藤菔 - 廿月火：蔡煎 - 廿金木：業棻 - 廿金水：叢夔 - 廿金一：酋蓊 - 廿金人：欺歉 - 廿水水：菠蔆 - 廿水竹：莎蕩 - 廿土火：羔鸛 - 廿土大：美羹 - 廿土人：歡羨 - 廿土：勸羲 - 廿土山：觀羌 - 廿竹木：孽茱 - 廿竹中：芹茆 - 廿竹山：首葩 - 廿戈月：蓆莆 - 廿戈火：薦蔗 - 廿戈人：芝茨 - 廿戈口：蘑苔 - 廿十日：著蓿 - 廿十月：葫芾 - 廿大木：荐檠 - 廿大火：驚荻 - 廿中大：英藪 - 廿一金：其黃 - 廿一木：某芋 - 廿一十：華蕈 - 廿一一：莖薑 - 廿弓火：蒸蓀 - 廿弓戈：蔭菟 - 廿弓山：苑蔬 - 廿人火：蕉蕪 - 廿人女：養艱 - 廿心木：葉菊 - 廿心山：萄苞 - 廿手月：菁藕 - 廿十：茸薜 - 廿廿 ：并井 - 廿女木：藥孳 - 廿田 ：曲苗 - 廿田日：曹薯 - 廿田戈：尊蔑 - 廿田弓：夢甍 - 廿難十：蓮蓬 - 廿卜月：蒂蒿 - 廿卜十：萃莘 - 山月山：崗峴 - 山人弓：岑屹 - 山廿弓：凱剴 - 山廿山：艷覬 - 女水弓：剝弩 | - 女火火：鸞鷥 - 女火手：姅攣 - 女竹心：媳媲 - 女戈木：樂槳 - 女戈戈：幾嬤 - 女戈：幻幼 - 女戈田：醬畿 - 女一火：嫖嫣 - 女一土：壯姪 - 女一戈：將戕 - 女一廿：妍彝 - 女一女：妝娠 - 女中：娜姬 - 女山：妃娓 - 女女月水：緩綬 - 女女竹月：編綿 - 女女竹水：線緞 - 女女竹心：總紙 - 女女十日：縮緒 - 女女弓戈：纔繈 - 女女人月：納綸 - 女女心山：純縐 - 女女卜月：締縞 - 女女卜大：紋絞 - 田木 ：果困 - 田火口：點黠 - 田火山：圈黜 - 田土土：墨畦 - 田中土：羅罹 - 田中戈：蜀禺 - 田中十：罩睪 - 難日女：退遏 - 難月山：遙邈 - 難竹中：近迎 - 難竹：邊透 - 難竹山：遁遞 - 難大火：遼逖 - 難一田：逼迺 - 難人木：途迤 - 難人弓：逾迄 - 難廿月：邁遘 - 難廿山：道逆 - 難女女：巡邋 - 卜月土：望離 - 卜月大：敵獻 - 卜金大：交奕 - 卜木中：新郭 - 卜竹金：頻顏 - 卜竹女：衣裒 - 卜人弓：劇刻 - 卜心金：龔貲 - 卜心大：虔虞 - 卜口火：京烹 - 卜口女：哀襄 - 卜大：放族 - 卜廿月：端靖 - 卜廿戈：戲颯 - 卜廿十：辛章 - 卜廿女：妾竭 - 卜山口：齬齣 - 卜女月：肓膂 - 卜女土：雍壅 - 卜女人：亥瓤 - 卜女心：忘氓 - 卜田人：畝鹼 - 卜卜火火：談讜 - 卜卜土口：詰譆 - 卜卜竹戈：謝諷 - 卜卜竹：誘詐 - 卜卜一口：語訶 - 卜卜弓月：誦譎 - 卜卜人月：論訥 - 卜卜人土：誰詮 - 卜卜人弓：諭訖 - 卜卜心木：諜訑 - 卜卜口：詞詔 - 卜卜卜日：識諳 - 卜卜卜月：諦謫 - 卜卜卜：訪謗 |

正確的快速倉頡輸入法編碼表
- scj2000 github 快速倉頡輸入法開放源碼表 第六代（v6.2.2）https://github.com/scj2000/scj-tables （页面存档备份，存于）

## 發展歷史
| 1987年         | 第一代                                   | 倚天中文系統的萬用詞庫、重碼仍然很多、它已比簡易輸入法的效率高出很多倍 |  |
| 1988年         | 第二代                                   | 「高頻字根偏旁」大幅度減少重碼字 |  |
| 1989年--1993年 | 第三代                                   | 「一字多碼」包含了傳統倉頡和快速倉頡編碼、大量的容錯碼、各種標點符號、特殊符號和數字編碼 |  |
| 1993年         | 第四代                                   | 擴充字庫支援中國海字集、「SDFG」選擇候選重碼字、但仍然受作業系統限制 |  |
| 1994年         | 第五代                                   | 補漏拾遺、以往技術構思完整實現。32,000多行編碼。 |  |
| 2000年         | 第六、七代                               | 若快倉和倉頡的編碼相同時，傳統倉頡所組的字優先排序。持續增加容錯碼、「兩次按鍵的高頻字根偏旁增加一次按鍵也能輸入」、廣東話輸入法編碼（Z+拼音）、尚未更新完善暫用的「兩碼簡碼字表」。63,000多行編碼。 |  |
| 2009年         | GPLv3授權                                | 任何原始碼的衍生編碼必須保持相同的授權方式，同意他人可以自由地複製和分發，不准封閉原始碼 |  |
| 2016年         | 快倉網站被攻擊                           | 被襲擊前網站提供版本為「快倉2000中文輸入法系統」（快倉六）SCJ2000_SCJ622_Win7_Vista.exe 和（快倉七）SCJ2000_SCJ711_Win7_Vista.exe。網站受襲以後，各作業系統的新版本仍然繼續在各社群中開發。          |  |
| 2019年年初     | 建議改良簡碼字簡碼詞                     | 建議改善兩碼簡碼字字表及增加兩碼簡碼詞詞表 |  |
| 2019年年初     | 建議增加LGPL授權                         | 建議GPLv3和LGPL雙重授權模式（Dual-licensing）。為了讓編碼表得到使用和推廣，讓其他封閉原始碼軟體可以納入其編碼表。                                                                                    |  |
| 2020年年初     | 建議其中一個版本加入鯨魚倉頡輸入法的字根 | 建議加入鯨魚倉頡輸入法的單碼部件字根和兩碼的複合部件字根合共170多個。 |  |

## 下載

### Windows視窗版本
快速倉頡輸入法Windows視窗版本程式可於以下網址下載。
網上開源程式不含惡意程式碼。程式在網上公開經無數人驗證。因為是公益免費專案，未能負擔每年付款購買的「憑證簽章」，而輸入法程式必須攔截使用者鍵盤輸入，所以部份防毒程式會誤判程式為惡意程式。
- 只限Windows7或以前系統使用，快倉2000携帶版 （页面存档备份，存于）（下載後unzip毋須安裝）（朱邦復先生贊助，麥志洪編寫碼表，鄧世強編寫程式）。[10][11] 快倉2000發佈二十週年（2000年3月22日至2020年3月22日）重新提供「快倉六（v6.22）SCJ2000_SCJ622_Win7_Vista.exe」 、「快倉七（v7.11）SCJ2000_SCJ711_Win7_Vista.exe」和「粵順輸入法 ( 內含廣東話輸入法和順序速成輸入法 ) SCJ2000_scantoncjioqj12_Win7_Vista.exe」下載。[12][13][14][15]（只限Windows7或以前系統使用，Windows10或以後的系統請使用下列不斷更新的輸入法平台。）

Windows10或以後的系統請使用下列不斷更新的輸入法平台。
- 使用新酷音輸入法的PIME輸入法平台 （页面存档备份，存于）[16][17]所提供的酷倉輸入法（包含快倉六代）。 步驟：下載PIME輸入法平台後安裝及選取酷倉輸入法。滑鼠右鍵點擊工作列icon，按「設定輸入法模組」，預設的瀏覽器會打開酷倉輸入法的設定頁面。按「碼表設定」，再按「輸入法碼表」，選取「快倉六代」，再按「套用設定」。
- 使用中州韻輸入法引擎RIME的Windows發行版小狼毫（Weasel）[18]下載後安裝，安裝後打開「輸入法設定」，按「獲取更多輸入方案」，輸入scj，再勾選「快速倉頡輸入法」，在Rime的用戶資料夾中新增純文字檔案scj6.custom.yaml，在scj6.custom.yaml中加入patch:↵ EnterSpaceSpacetranslator/enable_user_dict: false保持SDFG選字次序後，按「重新部署」。
- 網上下載小小輸入法平台[19]，安裝後再掛載符合小小輸入法平台格式的快倉輸入法開放源碼表[20] 小小輸入法平台有「免安裝外掛版」和「安裝內置版」兩種版本。無法取得「系統管理員」身份的使用者可使用「免安裝外掛版」，但極少部份個別程式要用Ctrl+Alt+Shift+C手動把輸入欄的Class填進class.txt內。快倉2000發佈二十週年（2000年3月22日至2020年3月22日）提供「wahaha356版小小輸入法平台變種倉頡（包含快速倉頡）Snapshot20200322」下載[21][22]。

### Android版本
- Android版本由「萊姆中文輸入法LIME IME」 提供。[23]但LIME IME預設所提供的快倉輸入法碼表scj6.lime並不符合標準的快倉輸入法碼表（一碼的倉頡字母必須多加「Ｚ」鍵才可輸入，程式令SDFG選字次序排列出錯），必須另行掛載快倉輸入法開放源碼表 （页面存档备份，存于）。另外「萊姆中文輸入法LIME IME」的設定中即使（不）勾選「啟動選取排序——依選取次數排序選字清單」，也不能夠保持快倉的SDFG選字次序。簡單地說，「萊姆中文輸入法LIME IME」不支援正宗的快速倉頡輸入法（也不完整支援任何倚靠選字清單排序加快輸入速度的形碼輸入法，例如ＸＰ速成、五筆……等等）。
- Android版本的中州韻輸入法引擎「同文輸入法TRIME(Tongwen RIME)」[24]，再掛載快倉輸入法開放源碼表 （页面存档备份，存于）

### iOS 版本
- iOS可用「iRIME」[25]網上有文章解釋設定方式——「如何在ios上使用快倉」[]

### Mac版本
- 使用中州韻輸入法引擎RIME的MacOS發行版鼠鬚管（Squirrel）[26]下載後安裝，安裝後打開「輸入法設定」，按「獲取更多輸入方案」，輸入scj，再勾選「快速倉頡輸入法」，在Rime的用戶資料夾中新增純文字檔案scj6.custom.yaml，在scj6.custom.yaml中加入patch:↵ EnterSpaceSpacetranslator/enable_user_dict: false保持SDFG選字次序後，按「重新部署」。
- OpenVanilla 香草輸入法可自行掛載快倉輸入法開放源碼表來使用快倉輸入法[27]。香草輸入法提供的快倉七(scj7.cin)是錯誤而不完整的快倉七編碼碼表。

### GNU/Linux 版本， FreeBSD 版本
- 各個發行版本均已有 IME 載有快倉輸入法源碼表供使用。IME 例子有 SCIM[28]，iBus[29]，gcin，Fcitx ... 等等

## 圖片庫

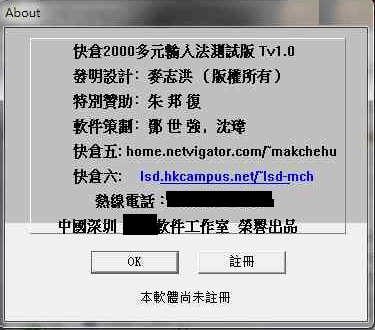
關於快倉2000-Win7
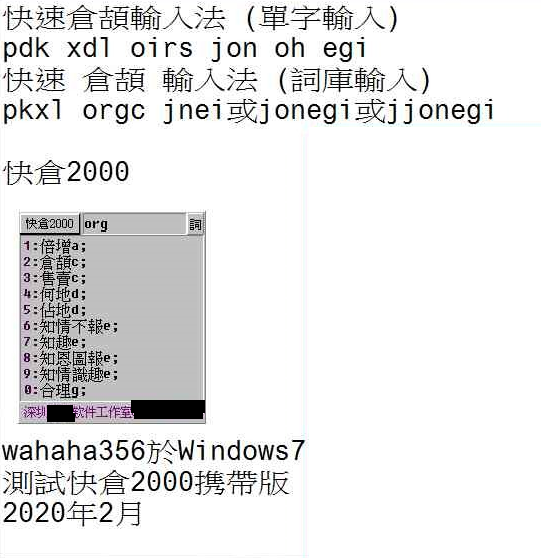
快倉2000-Win7
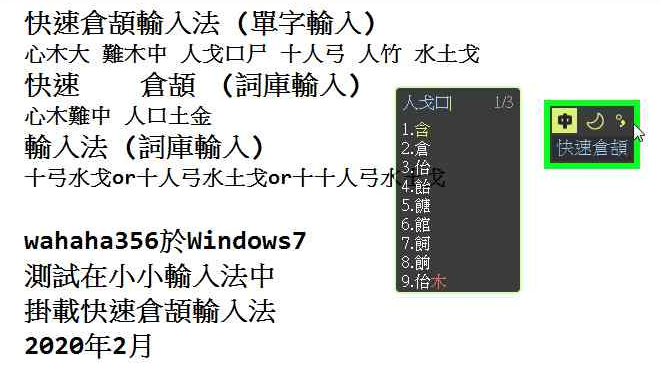
小小平台快倉-Win7
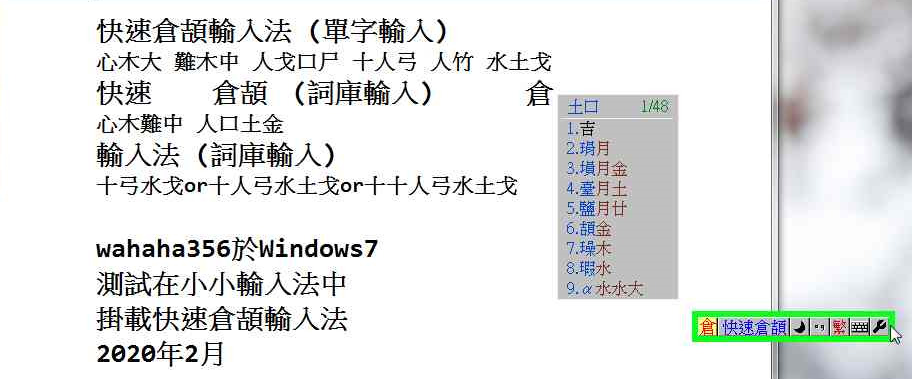
小小平台快倉-Win7-換Skin
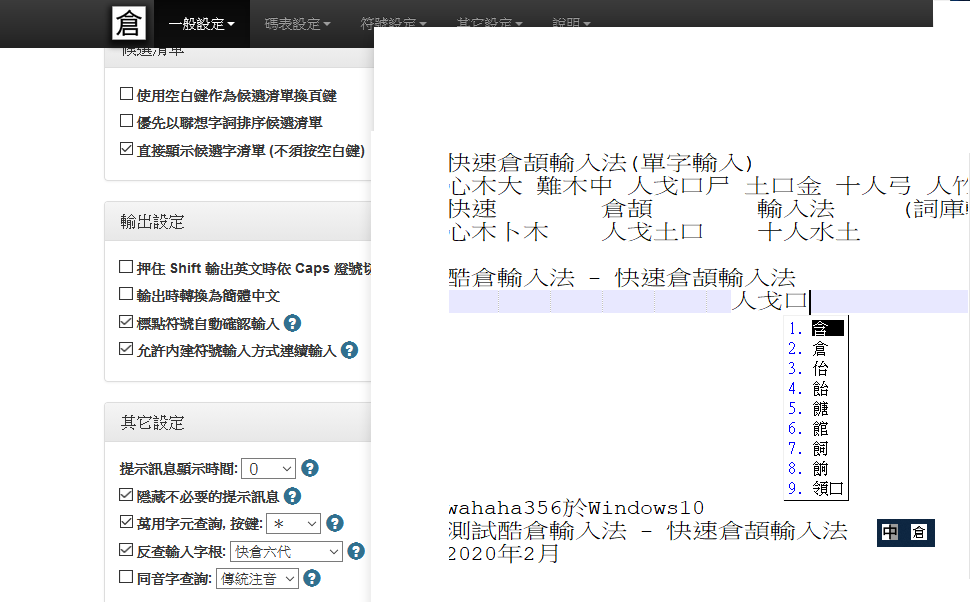
酷倉平台快倉-Win10
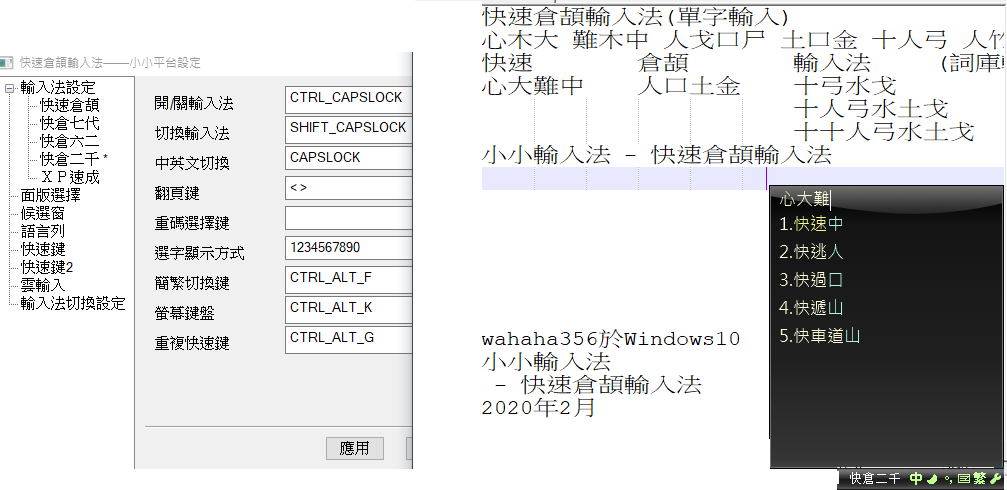
小小平台快倉-Win10
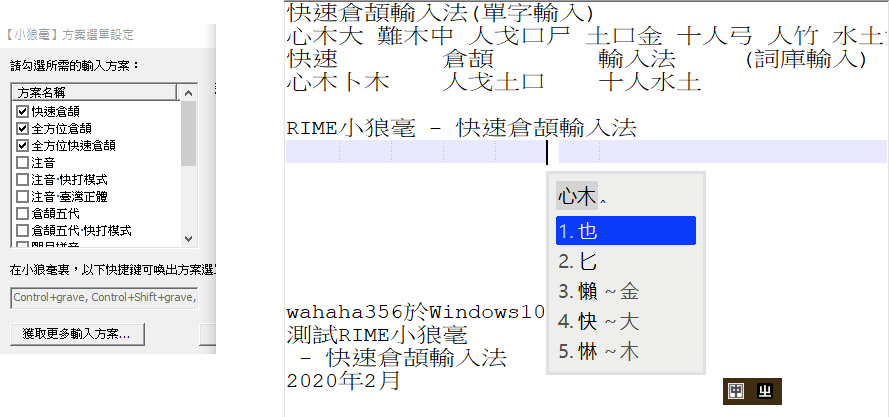
小狼毫平台快倉-Win10